# Recurso natural

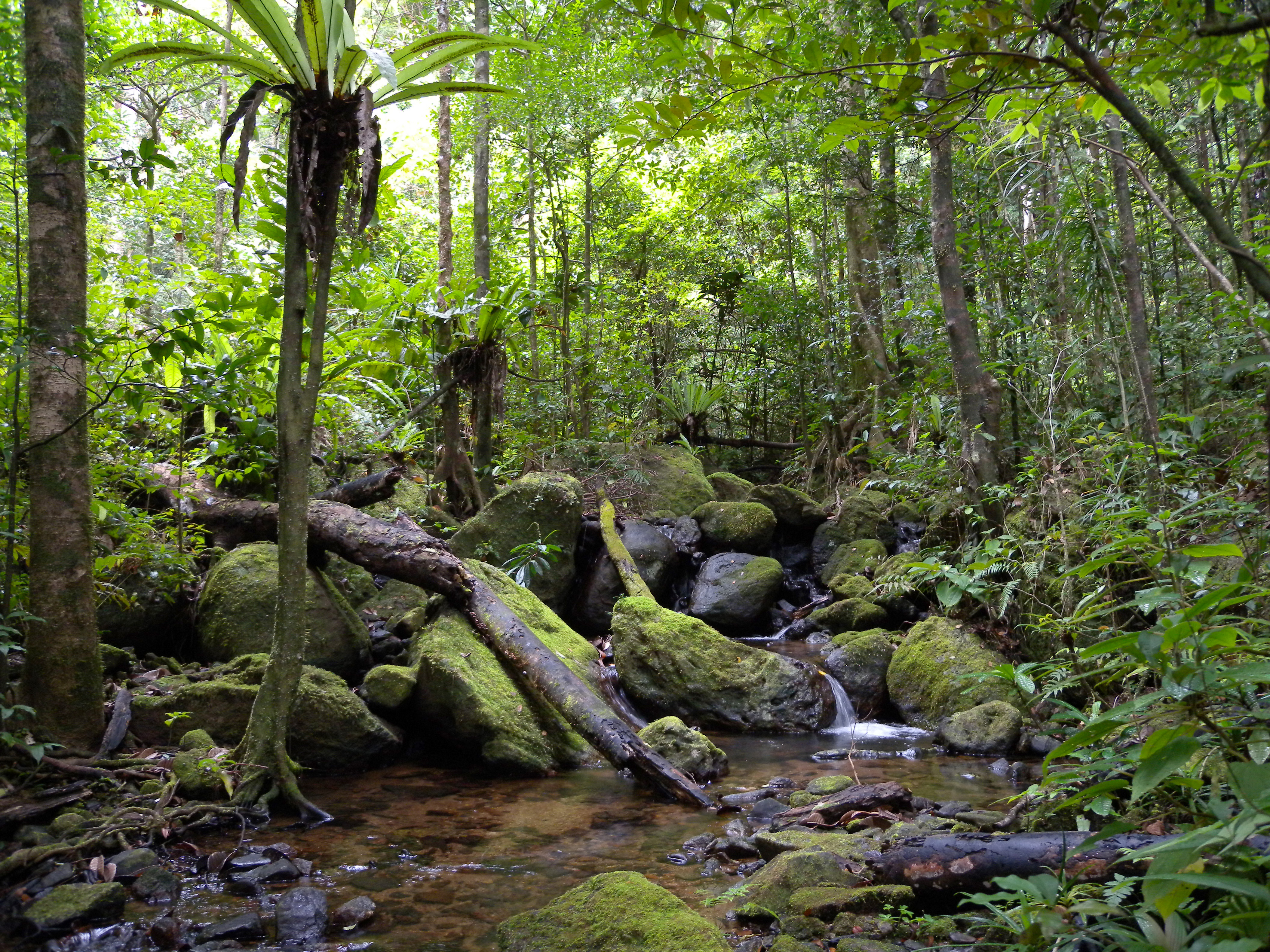
Selva en el Parque nacional de Masoala en Madagascar, es un ejemplo de fuente de recursos naturales intacta. El bosque proporciona madera para los seres humanos, alimento, agua y refugio para la flora y fauna. El ciclo de nutrientes entre los organismos forma las cadenas alimentarias y la biodiversidad de la especies.

Recurso natural es todo aquel producto de la naturaleza, material o energético, que sirve para cubrir necesidades biológicas del ser humano (alimento, ropa, vivienda, construcciones), para desarrollar una actividad económica, o bien para satisfacer las demandas sociales (artículos de consumo).
Económicamente se consideran recursos a todos los medios que contribuyen a la producción y distribución de los bienes y servicios usados por los seres humanos. Los economistas entienden que varios tipos de recursos son escasos frente a la amplitud y diversidad de los deseos humanos, que es como explican las necesidades. Posteriormente, se define a la economía como la ciencia que estudia las leyes que rigen la distribución de esos recursos entre los distintos fines posibles. Bajo esta óptica, los recursos naturales se refieren a los factores de producción proporcionados por la naturaleza sin modificación previa realizada por el ser humano; y se diferencian de los recursos culturales y humanos en que no son generados por el ser humano (como los bienes empleados en la transformación industrial (como la industria pesada o la industria agropecuaria,  el trabajo o la tecnología). El uso de cualquier recurso natural acarrea dos conceptos a tener en cuenta: la resistencia, que debe vencerse para lograr la explotación, y la interdependencia.

## Tipos de recursos y sus usos
De acuerdo a la disponibilidad en tiempo, tasa de generación (o regeneración) y ritmo de uso o consumo, los recursos naturales se clasifican en renovables y no renovables. Los recursos naturales renovables hacen referencia a recursos bióticos, recursos con ciclos de regeneración por encima de su nivel de extracción. El uso excesivo de los mismos los puede convertir en recursos extintos (bosques, pesquerías, etc), aunque muchos de ellos sean ilimitados (luz solar, mareas, vientos, entre otros...). Los recursos naturales no renovables, por su parte, son generalmente depósitos limitados o con ciclos de regeneración muy por debajo de los ritmos de extracción o explotación (minería, petróleo, etc). En ocasiones es el uso abusivo y sin control lo que los convierte en agotados, como por ejemplo en el caso de la extinción de especies. Otro fenómeno puede ser que el recurso exista, pero que no pueda utilizarse, como sucede con el agua contaminada, etc.
El consumo de recursos está asociado con la producción de residuos: cuantos más recursos se consumen más residuos se generan. Se calcula que en España cada ciudadano genera más de 1,38 kg de basura al día, lo que al final del año representa más de 500 kg de residuos.

### Recursos renovables

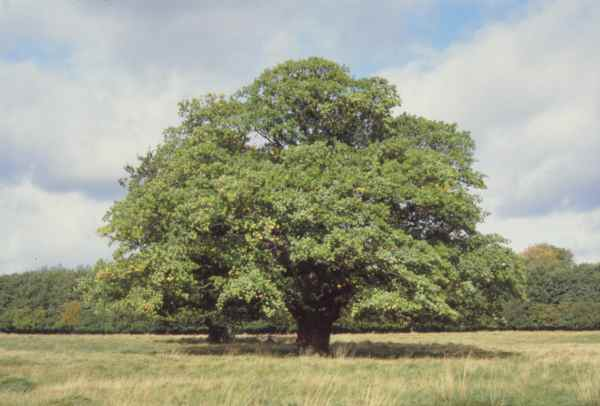
Un roble en Dinamarca, ejemplo de un recurso natural renovable.

Son aquellos recursos que no se agotan con su utilización, ya que vuelven a su estado original o se regeneran a una tasa mayor a la que los recursos disminuyen mediante su uso. Esto significa que ciertos recursos renovables pueden dejar de serlo si su tasa de utilización es tan alta que evite su renovación, en tal sentido debe realizarse el uso racional e inteligente que permita la sostenibilidad de dichos recursos. Dentro de esta categoría de recursos renovables encontramos el agua y la biomasa (todo ser viviente).
Algunos son: viento, radiación solar, energía hidráulica, energía geotérmica, madera, y productos de agricultura como cereales, frutales, tubérculos, hortalizas, desechos de actividades agrícolas entre otros.(Un recurso renovable es un recurso natural que se puede restaurar por procesos naturales a una velocidad superior a la del consumo por los seres humanos. La radiación solar, las mareas, el viento y la energía hidroeléctrica son recursos perpetuos que no corren peligro de agotarse a largo plazo).

### Recursos no renovables

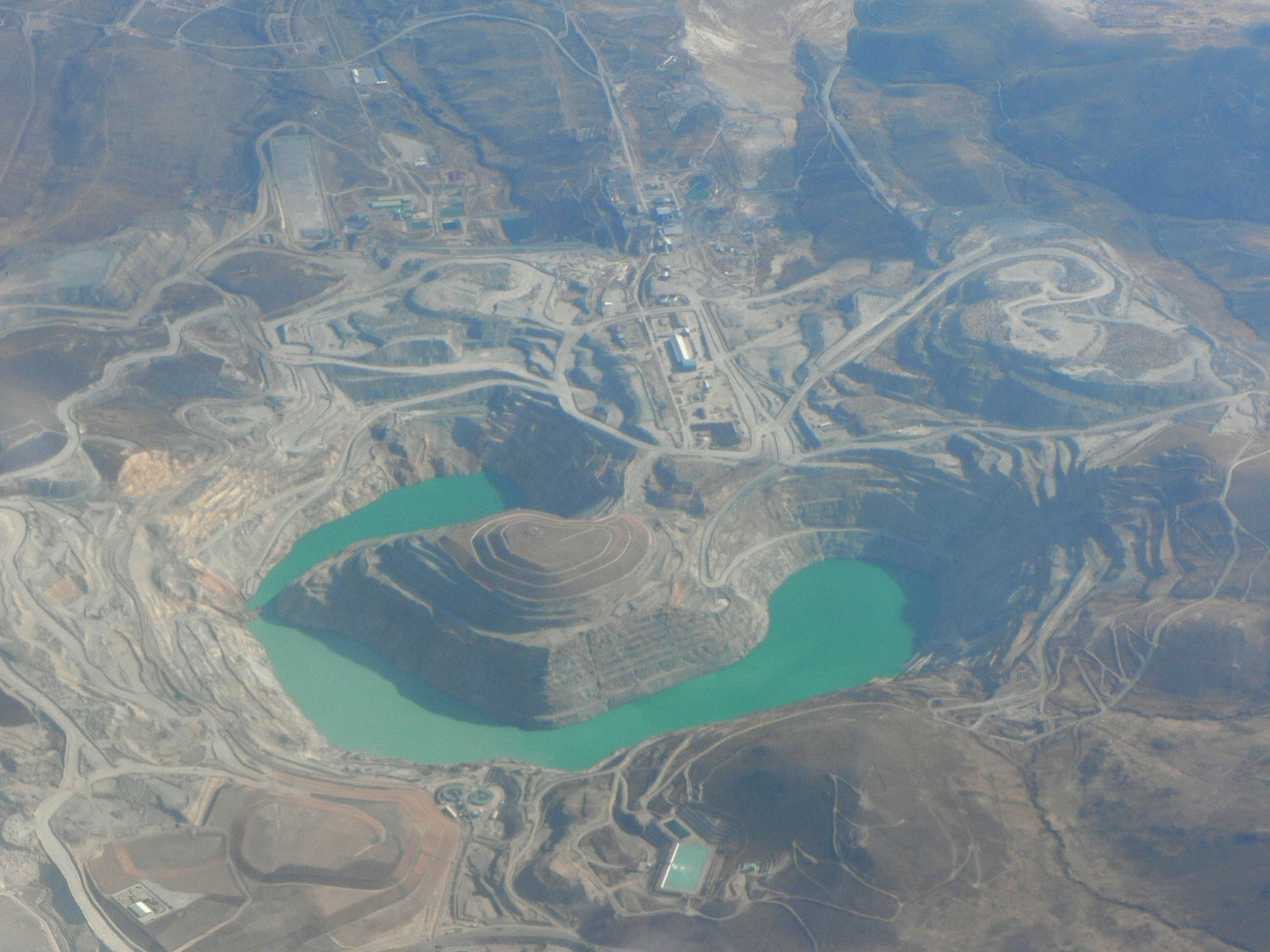
La enorme excavación de gran profundidad, de la mina de cobre de Tintaya en el Departamento de Cuzco, Perú, ejemplo de la explotación de un recurso natural no renovable

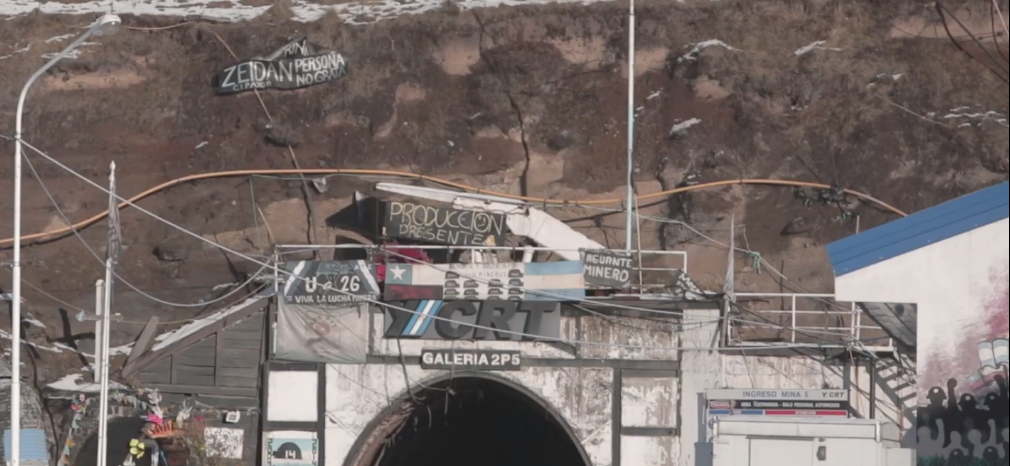
Acceso a galería 2P5 en la mina de carbón Yacimientos Carboníferos Río Turbio, en Argentina. El carbón, además de no ser renovable, es muy contaminante y, actualmente, varios países están intentando poner a cero su producción de carbón.

Los recursos no renovables son recursos naturales que no pueden ser producidos, cultivados, regenerados o reutilizados a una escala tal que pueda sostener su tasa de consumo. Estos recursos frecuentemente existen en cantidades fijas ya que la naturaleza no puede recrearlos en periodos geológicos cortos.
Se denominan reservas a los contingentes de recursos que pueden ser extraídos con provecho. El valor económico (monetario) depende de su escasez y demanda y es el tema que preocupa a la economía. Su utilidad como recursos depende de su aplicabilidad, pero también del costo económico y del costo energético de su localización y explotación.
Algunos de los recursos no renovables son: el carbón, el petróleo, los minerales, los metales, el gas natural y los depósitos de agua subterránea, en el caso de acuíferos confinados sin recarga.
La contabilidad de las reservas produce muchas disputas, con las estimaciones más optimistas por parte de las empresas, y las más pesimistas por parte de los grupos ecologistas y los científicos académicos. Donde la confrontación es más visible es en el campo de las reservas de hidrocarburos. Aquí los primeros tienden a presentar como reservas todos los yacimientos conocidos más los que prevén encontrar. Los segundos ponen el acento en el costo monetario creciente de la exploración y de la extracción, con solo un nuevo barril hallado por cada cuatro consumidos, y en el costo termodinámico (energético) creciente, que disminuye el valor de uso medio de los nuevos hallazgos.

## Protección
La biología de la conservación es el estudio científico de la naturaleza y del estado de la biodiversidad de la Tierra con el objetivo de proteger las especies, sus hábitats y los ecosistemas para evitar tasas de extinción excesivas. Es una materia interdisciplinaria de las ciencias, la economía y la práctica del manejo de los recursos naturales. El término biología de la conservación fue introducido como título de una conferencia realizada en la Universidad de California en San Diego en La Jolla, California en 1978 organizada por los biólogos Bruce Wilcox y Michael Soulé.
La conservación de hábitats es el sistema de manejo del recurso tierra, práctica que busca conservar, proteger y restaurar los hábitats de las plantas y animales silvestres para prevenir su extinción, la fragmentación de hábitats y la reducción de la distribución geográfica.